# Lymfeklier
Een lymfeklier, lymfeknoop, weiknoop, nodus lymphaceus of nodus lemphicus is een boonvormig orgaantje van ongeveer een centimeter groot. Lymfeklieren bevinden zich in het lymfevatenstelsel in de oksel, de hals en de liezen en langs de luchtpijp. Ze filteren afvalstoffen uit het lymfevocht. Het orgaan bevat vele lymfocyten, een type witte bloedcellen die een essentiële rol vervullen in het immuunsysteem.
Via de bolle kant van de lymfeklier komen aanvoerende lymfevaten binnen en in de periferie vloeit de lymfe naar de afvoerende lymfevaten. De lymfocyten rangschikken zich in zones binnen de lymfeknoop. De binnenkomende lymfe wordt langs een groot aantal lymfocyten geleid die zullen reageren als de lymfe stoffen of (vreemde) cellen bevat die het immuunsysteem prikkelen. Lymfocyten die ziekteverwekkers herkennen worden aangezet tot vermenigvuldiging. De lymfeklier is geen klier, alhoewel dit vroeger gedacht werd. Het is een soort opslagplaats van B- en T-lymfocyten. Als er zich in het lichaam een infectie voordoet, zal de dichtstbijzijnde lymfeknoop vaak gezwollen raken.
Mensen maken zich zorgen als ze bij zichzelf een vergrote lymfeknoop waarnemen, ze denken dan aan lymfeklierkanker of uitzaaiingen van andere kanker. Gezwollen lymfeknopen (lymfomen) zijn echter meestal het gevolg van een infectie. Vergrote halsklieren komen met name bij kinderen zeer vaak voor.
In het lichaam zijn vele honderden lymfeknopen. Grote aantallen bevinden zich vooral in de hals en onder de kaak, in de oksels en in de liezen.
Lymfadenitis (soms kortweg adenitis) is de algemene term voor een ontsteking van een lymfeknoop.

## Naamgeving
De naam 'lymfeklier' dateert uit de tijd dat de werking van deze orgaantjes nog niet bekend was. Inmiddels weet men dat het helemaal geen klieren zijn omdat er geen lymfe wordt geproduceerd; 'lymfeknoop' is daarom correcter.